# Uranius Tholus
Uranius Tholus – wulkan tarczowy na Marsie zlokalizowany na obszarze Tharsis, 60 km na północ do podobnego lecz większego Ceraunius Tholus. Podstawa wulkanu ma średnicę 62 km. Wulkan wznosi się 2,5 km ponad otaczające go równiny. Uranius Tholus znajduje się na 26,4° szerokości areograficznej północnej oraz 97,7° długości areograficznej zachodniej. Wraz z dwoma pobliskimi wulkanami (Ceraunius Tholus i Uranius Mons) znajduje się na przedłużeniu łańcucha Tharsis Montes. Decyzją Międzynarodowej Unii Astronomicznej wulkan został nazwany w 1973 roku.

Mapa obszaru Tharsis z zaznaczonymi strukturami powierzchni.